# تصفيات الدوري الوطني لكرة القدم الأمريكية
تصفيات الدوري الوطني لكرة القدم الأمريكية (بالإنجليزية: NFL playoffs) هي بطولة فردية من نظام خروج المغلوب تقام بعد الموسم العادي لتحديد بطل الدوري الوطني لكرة القدم الأمريكية. تتكون البطولة من 14 فريقََا على مجموعتين في الدوري تتأهل إلى التصفيات النهائية. تتوج البطولة في مباراة سوبر بول النهائية حيث يلعب فريق من كل مجموعة بعضهما البعض ليصبح واحدَا منهم بطلاً للدوري.
يمكن تتبع تاريخ الدوري إلى أول بطولة في عام 1933، على الرغم من أن التأهل للبطولة في السنوات الأولى كان يعتمد فقط على سجلات الموسم العادي. من عام 1933 إلى عام 1966 كان اتحاد كرة القدم الأميركية ما بعد الموسم يتألف عمومًا من لعبة بطولة اتحاد كرة القدم الأميركي فقط، حيث كان الفائزان في دوري الدرجة الثانية يصعد منهم فائز في مباراة فاصلة. بعد عام 1967، تم توسيع التصفيات للسماح لأربعة فرق بالتأهل إلى البطولة. عندما اندمج الدوري مع دوري كرة القدم الأمريكية في عام 1970، تم توسيع التصفيات إلى ثمانية فرق، وإلى عشرة فرق في عام 1978، واثني عشر في عام 1990، وأربعة عشر في عام 2020.
من بين البطولات الرياضية الاحترافية الكبرى في الولايات المتحدة، يعد ملحق الدوري الوطني لكرة القدم الأمريكية أقدم التصفيات بنظام خروج المغلوب في جميع جولاتها. استخدم دوري البيسبول بوستسسن تقليديًا تنسيقات "الأفضل" من السلسلة، حيث أقيم لأول مرة جولة دوري البيسبول للعبة بطاقة البرية بعد الموسم في عام 2012. لم يبدأ الدوري الرئيسي لكرة القدم في استخدام دورة إقصاء فردية كاملة حتى عام 2019. يواصل كل من الاتحاد الوطني لكرة السلة ودوري الهوكي الوطني استخدام تنسيقات «أفضل».

## النظام الحالي للتصفيات
| جدول مباريات تصفيات الدوري الوطني لكرة القدم الأمريكية | جدول مباريات تصفيات الدوري الوطني لكرة القدم الأمريكية | جدول مباريات تصفيات الدوري الوطني لكرة القدم الأمريكية | جدول مباريات تصفيات الدوري الوطني لكرة القدم الأمريكية | جدول مباريات تصفيات الدوري الوطني لكرة القدم الأمريكية |
| موسم                                                   | 2024–25                                                | 2025–26                                                | 2026–27(متردد)                                         | 2027–28(متردد)                                         |
| ------------------------------------------------------ | ------------------------------------------------------ | ------------------------------------------------------ | ------------------------------------------------------ | ------------------------------------------------------ |
| وايلد كارد                                             | يناير 9–10                                             | يناير 8–9                                              | يناير 7–8                                              | يناير 6–7                                              |
| شعبة                                                   | يناير 16–17                                            | يناير 15–16                                            | يناير 14–15                                            | يناير 13–14                                            |
| مؤتمر                                                  | يناير 24                                               | يناير 23                                               | يناير 22                                               | يناير 21                                               |
| سوبر بول                                               | LIX فبراير 7                                           | LX فبراير 6                                            | LXI فبراير 5                                           | LXII فبراير 4                                          |

ينقسم الدوري الوطني لكرة القدم الأمريكية المكون من 32 فريقًا إلى مؤتمرين، المؤتمر الأميركي لكرة القدم (المؤتمر الأمريكي لكرة القدم) والمؤتمر الوطني لكرة القدم (المؤتمر الوطني لكرة القدم) ويتكون كل منهما من 16 فريقًا. منذ عام 2002 تم تقسيم كل مؤتمر إلى أربعة أقسام في كل منها أربعة فرق. اعتبارًا من عام 2020 جرى التأهل إلى التصفيات على النحو التالي:
- يتم تصنيف أبطال الأقسام الأربعة من كل مؤتمر (الفريق في كل قسم مع أفضل سجل إجمالي) من 1 إلى 4 بناءً على سجلهم الإجمالي الذي خسروا فيه الفوز.
- ثلاثة تصفيات من كل مؤتمر (الفرق الثلاثة التي لديها أفضل سجل إجمالي لجميع الفرق المتبقية في المؤتمر) مصنفة 5 و6 و7.
- إذا كانت الفرق متعادلة (لها نفس الرقم القياسي للموسم العادي الذي خسر فيه الفوز)، يتم تحديد تصنيف التصفيات من خلال مجموعة من قواعد كسر التعادل.[1]

تعود أسماء أول جولتين فاصلتين إلى تنسيق ما بعد الموسم الذي تم استخدامه لأول مرة في عام 1978، عندما أضاف الدوري فريقًا إضافيََا ثانيًا لكل مؤتمر. يُطلق على الجولة الأولى من التصفيات اسم جولة البطاقة الجامحة أو وايلد كارد (بالإنجليزية: Wild Card) (أو عطلة نهاية الأسبوع). في هذه الجولة، يستضيف الفائز من الدرجة الثانية المصنف السابع بالبطاقة الجامحة، والثالث يستضيف السادس، والرابع يستضيف الخامس. لا توجد قيود فيما يتعلق بمطابقة فرق من نفس القسم في أي جولة. يهبط المصنف الأول من كل مؤتمر تلقائيًا إلى الجولة الثانية، ويطلق عليه اسم جولة التقسيم ويستضيف المصنف الأقل المتبقي من الجولة الأولى، ويلعب الفائزان الآخران من جولة البطاقات البرية بعضهما البعض مع البذور الأعلى لها ميزة الحقل المحلي. ثم يلتقي الفريقان الباقيان من مباريات الجولة الفاصلة لكل قسم. يستمر الفائزون في تلك المسابقات في مواجهة بعضهم البعض في سوبر بول والتي يتم لعبها في موقع محايد محدد مسبقًا.
يتقاسم فريق نيويورك جاينتس ونيويورك جيتس نفس الاستاد منذ عام 1984 (ملعب جاينتس من 1984 إلى 2009،استاد ميتلايف منذ 2010). وبالتالي، إذا احتاج كلا الفريقين إلى استضافة مباريات فاصلة في نفس عطلة نهاية الأسبوع، فسيتعين عليهما اللعب في أيام منفصلة، حتى خلال جولة بطولة المؤتمرات عندما تتم جدولة المباراتين في نفس اليوم. المرة الوحيدة التي حدث فيها مثل هذا التعارض في الجدولة كانت خلال عطلة نهاية الأسبوع في وايلد كارد في عام 1985، عندما تأهلت 10 فرق فقط لموسم بوستسسن وكان هناك مباراتان فقط من البطاقات البرية. بدلاً من لعب كلتا مباراتي وايلد كارد في نفس اليوم، كما كان الحال عندما تم استخدام نظام الفرق العشرة من 1978 إلى 1989، استضاف Jets مباراتهم يوم السبت، 28 ديسمبر، قبل أن يستضيف العمالقة مباراتهم يوم الأحد، 29 ديسمبر. يمكن أن يحدث تعارض الجدولة نفسه مع سان دييغو تشارجرز ولوس أنجيليس رامز، اللذان بدآ مشاركة استاد صوفي في عام 2020.
- إعادة البذر: يتم تحديد حقل المنزل من خلال رقم البذر وليس الموضع على القوس. لا يستخدم اتحاد كرة القدم الأميركي نظام قوس ثابت؛ تحدد نتائج ألعاب وايلد كارد مواجهات مباريات التصفيات التقسيمية، مع انتقال المصنف الأدنى المتبقي في كل مؤتمر إلى المصنف الأول، وثاني أدنى المصنف المتبقي يسافر إلى ثاني أعلى تصنيف متبقي.
- بطولات المؤتمرات: يذهب الحقل الرئيسي إلى المصنف الأعلى المتبقي في كل مؤتمر.

## كسر التعادل
في كثير من الأحيان، تنهي الفرق الموسم بسجلات متطابقة. لذلك، يصبح من الضروري ابتكار وسائل لكسر هذه الروابط، إما لتحديد الفرق التي ستتأهل للمباريات الفاصلة، أو لتحديد التصنيف في البطولة الفاصلة. يتم تطبيق القواعد أدناه بالترتيب حتى يتم كسر التعادل. إذا تم تعادل ثلاثة فرق في نقطة فاصلة واحدة وتم استبعاد الفريق الثالث في أي خطوة، يعود كسر التعادل إلى الخطوة الأولى للفريقين المتبقيين. إذا كانت هناك نقاط فاصلة متعددة على المحك، فسيتم تطبيق القواعد بالترتيب حتى يتأهل الفريق الأول، ثم تبدأ العملية مرة أخرى للفرق المتبقية.
تغيرت قواعد كسر التعادل على مر السنين، مع إجراء التغييرات الأخيرة في عام 2002 لاستيعاب إعادة تنظيم الدوري إلى ثمانية أقسام من أربعة فرق؛ سجل مقابل الخصوم العاديين ومعظم المعايير الأخرى التي تتضمن الانتصارات والخسائر تم رفعها إلى أعلى في قائمة كسر التعادل، بينما تم نقل تلك التي تتضمن الإحصائيات المجمعة مثل النقاط المؤيدة والمعارضة إلى أسفل.
الفواصل الفاصلة الحالية هي كما يلي، مع استخدام رميات العملة إذا فشلت جميع المعايير:
| كاسر التعادل الأقسامى | فواصل فواصل المؤتمر |
| --- | --- |
| 1. وجهاً لوجه (أفضل نسبة تعادل خسارة فوز في المباريات بين الأندية). 2. أفضل نسبة تعادل خسارة ربح في المباريات التي لعبت داخل القسم. 3. أفضل نسبة تعادل خسارة ربح في المباريات المشتركة (المباريات التي لعبت ضد نفس الخصوم). 4. أفضل نسبة تعادل خسارة ربح في المباريات التي لعبت داخل المؤتمر. 5. قوة الانتصار (النسبة المئوية المجمعة للخسارة المتعادلة لجميع الفرق التي هزمها النادي). 6. قوة الجدول الزمني (النسبة المئوية المجمعة للخسارة المتعادلة لجميع الفرق التي لعبها النادي). 7. أفضل تصنيف مشترك بين فرق المؤتمر في النقاط المسجلة والنقاط المسموح بها. 8. أفضل تصنيف مشترك بين جميع الفرق في النقاط المسجلة والنقاط المسموح بها. 9. أفضل النقاط الصافية في الألعاب المشتركة. 10. أفضل النقاط الصافية في جميع الألعاب. 11. أفضل شبكة لمسية في كل الالعاب. | 1. قم بتطبيق قاطع التعادل للتخلص من جميع الأندية المصنفة في كل قسم باستثناء النادي الأعلى مرتبة قبل الانتقال إلى الخطوة 2. 2. وجهاً لوجه، إن أمكن. (بالنسبة للعلاقات بين ثلاثة فرق أو أكثر، يتم تطبيق هذه الخطوة فقط إذا كان هناك اكتساح وجهاً لوجه؛ أي، إذا هزم فريق واحد كل فريق آخر أو إذا خسر فريق واحد أمام كل فريق آخر.) 3. أفضل نسبة تعادل خسارة ربح في المباريات التي لعبت داخل المؤتمر. 4. أفضل نسبة تعادل خسارة ربح في الألعاب المشتركة، على الأقل أربعة. 5. قوة الانتصار (سجل لجميع الفرق التي هزموها في ذلك الموسم). 6. قوة الجدول الزمني (سجل لجميع الفرق التي لعبوها في ذلك الموسم). 7. أفضل تصنيف مشترك بين فرق المؤتمر في النقاط المسجلة والنقاط المسموح بها. 8. أفضل تصنيف مشترك بين جميع الفرق في النقاط المسجلة والنقاط المسموح بها. 9. أفضل النقاط الصافية في ألعاب المؤتمر. 10. أفضل النقاط الصافية في جميع الألعاب. 11. أفضل شبكة لمسية في كل الالعاب. |

## قواعد العمل الإضافي
قدم اتحاد كرة القدم الأميركي وقتًا إضافيًا لأية ألعاب كسر التعادل على مستوى الأقسام بدءًا من عام 1940، 1940 البطولة التي بدأت في 1946 . كانت أول لعبة ما بعد الموسم التي تم لعبها بموجب هذه القواعد هي لعبة بطولة اتحاد كرة القدم الأمريكية لعام 1958 بين فريق بالتيمور كولتس ونيويورك جاينتس (ما يسمى «أعظم لعبة تم لعبها على الإطلاق»)، والتي تم تحديدها من خلال هبوط في ساحة واحدة يديرها مدافع كولتس آلان أميتشي بعد ثماني دقائق وخمس عشرة ثانية من الوقت الإضافي. الوقت الإضافي وفقًا للشكل الأصلي كان الموت المفاجئ، وسيتم إعلان الفائز هو أول فريق يسجل.
في مارس 2010، عدل اتحاد كرة القدم الأميركي قواعده للعمل الإضافي بعد الموسم، مع تمديد القاعدة إلى الموسم العادي في مارس 2012. إذا سجل فريق هبوطًا، أو إذا سجل الدفاع أمانًا عند الاستحواذ الأول (للفريق الآخر)، فسيتم إعلانه الفائز. ومع ذلك، إذا سجل هدفًا ميدانيًا عند الاستحواذ على الكرة لأول مرة، فإنه ينطلق إلى الفريق المنافس، الذي لديه فرصة للتسجيل؛ إذا تم تعادل النتيجة مرة أخرى بعد ذلك الاستحواذ، فسيتم تطبيق قواعد الموت المفاجئ الحقيقية ويفوز كل من يسجل بعد ذلك. ستستمر قواعد الموت المفاجئ الحقيقية لمدة ثانية وفترات إضافية لاحقة.
نظرًا لأن ألعاب ما بعد الموسم لا يمكن أن تنتهي بالتعادل، على عكس الموسم التحضيري أو الموسم العادي، يتم لعب فترات إضافية من الوقت الإضافي حسب الضرورة حتى يتم تحديد الفائز. علاوة على ذلك، تنطبق جميع قواعد الساعة كما لو أن اللعبة قد بدأت من جديد. لذلك، إذا انتهت فترة العمل الإضافي الأولى مع استمرار التعادل في النتيجة، يقوم الفريقان بتبديل نهايات الملعب قبل الوقت الإضافي الثاني. إذا كانت المباراة لا تزال مرتبطة بدقيقتين في الوقت الإضافي الثاني، فسيكون هناك تحذير لمدة دقيقتين (ولكن ليس خلال فترة الوقت الإضافي الأولى كما هو الحال في الموسم العادي). وإذا كان لا يزال مقيدًا في نهاية الوقت الإضافي الثاني، فسيكون هناك انطلاق لبدء فترة إضافية ثالثة. على الرغم من أن المسابقة يمكن أن تستمر نظريًا إلى أجل غير مسمى، أو تدوم عدة فترات إضافية مثل العديد من مباريات دوري الهوكي الوطني بعد الموسم، لم تمر أي لعبة فاصلة في دوري كرة القدم الأمريكية على الإطلاق في فترتين إضافيتين. أطول مباراة لوقت إضافي تم لعبها حتى الآن في اتحاد كرة القدم الأميركي هي 82 دقيقة و 40 ثانية: أحرز لاعب كرة القدم جارو يبريميان بموسم ميامي دولفينز لعام 1971 هدفًا ميدانيًا من 37 ياردة بعد 7:40 من الوقت الإضافي الثاني ليهزم موسم كانساس سيتي تشيفس لعام 1971، 27-24، في مباراة فاصلة في الاتحاد الآسيوي لكرة القدم في 25 ديسمبر / كانون الأول 1971.
| طول اللعبة                                                                                               | تاريخ          | الفريق الضيف     | نتيجة | فريق المنزل        | النتيجة الفائزة                                 |
| --- | -------------- | ---------------- | ----- | ------------------ | ----------------------------------------------- |
| 82:40 | 25 ديسمبر 1971 | ميامي دولفين     | 27-24 | رؤساء مدينة كانساس | مرمى جارو يبريميان 37 ياردة                     |
| 77: 54                                                                                                   | 23 ديسمبر 1962 | دالاس تكساس      | 20-17 | هيوستن أويلرز      | هدف تومي بروكر لمسافة 25 ياردة                  |
| 77:02 | 3 يناير 1987   | نيويورك جيتس     | 20-23 | كليفلاند براونز    | هدف ميداني مارك موسلي 27 ياردة                  |
| 76:42 | 12 يناير 2013  | بالتيمور الغربان | 38-35 | البرونكو دنفر      | جاستن تاكر 47 ياردة هدف ميداني                  |
| 75:43 | 24 ديسمبر 1977 | أوكلاند رايدرز   | 37-31 | بالتيمور كولتس     | تمريرة ديف كاسبر 10 ياردات الهبوط من كين ستابلر |
| 75:10 | 10 يناير 2004  | كارولينا بانثرز  | 29-23 | سانت لويس رامز     | تمريرة لمس ستيف سميث 69 ياردة من جيك ديلوم      |
| † لعبة دوري كرة القدم الأمريكية قبل اندماج دوري كرة القدم الأمريكية-الدوري الوطني لكرة القدم الأمريكية . |                |                  |       |                    |                                                 |

## تاريخ المباراة الفاصلة والبطولة
لقد تغيرت طريقة الدوري الوطني لكرة القدم الأمريكية لتحديد أبطالها على مر السنين.

### السنوات المبكرة
منذ تأسيس الدوري عام 1920 حتى عام 1932، لم تكن هناك مباراة بطولة مجدولة. من 1920-1923، مُنحت البطولة لفريق من خلال تصويت أصحاب الفريق في اجتماع الملاك السنوي. من 1924-1932، وحصل الفريق بعد أن أفضل نسبة الفوز في البطولة (قد الفعلي أصحاب معيار تم استخدام على أي حال). نظرًا لأن كل فريق لعب عددًا مختلفًا من المباريات، فإن مجرد عد الانتصارات والخسائر لن يكون كافياً. بالإضافة إلى ذلك، لم يتم احتساب ألعاب التعادل في الترتيب في حساب النسبة المئوية للفوز (بموجب القواعد الحديثة، تعتبر الروابط ½ فوز و ½ خسارة). كان هناك شوط فاصل وجهاً لوجه، والذي تم وزنه أيضًا في نهاية الموسم: بالنسبة لفريقين لعب كل منهما الآخر مرتين، فاز كل منهما مرة واحدة، تم تحديد الفريق الفائز في المباراة الثانية ليكون البطل (المعايير المستخدمة لتحديد عنوان عام 1921).

### 1932 مباراة فاصلة
في عام 1932، تم ربط شيكاغو بيرز (6-1-6) وبورتسموث سبارتانز (6-1-4) في نهاية الموسم بنسبة فوز متطابقة تبلغ 857 (غرين باي باكرز (10-3–3) 1) حقق انتصارات أكثر، ولكن نسبة فوز أقل (.769) محسوبة بموجب قواعد اليوم، والتي حذفت الروابط). لذلك كانت هناك حاجة إلى لعبة إضافية لتحديد بطل. تم الاتفاق على أن تُلعب المباراة في شيكاغو في ملعب ريجلي فيلد، لكن الطقس الشتوي القاسي والخوف من ضعف الإقبال أجبر المباراة على الانتقال إلى ملعب شيكاغو . تم لعب اللعبة وفقًا لقواعد معدلة في ملعب ترابي قصير بطول 80 ياردة، وفاز فريق الدببة بنتيجة 9-0. نتيجة للمباراة، حصل فريق بيرز على نسبة فوز أفضل (0.875) وفاز بلقب الدوري. أعطت الخسارة سبارتانز نسبة فوز نهائية قدرها 0.750، ونقلتهم إلى المركز الثالث خلف باكرز. على الرغم من عدم وجود إجماع على أن هذه اللعبة كانت لعبة «بطولة» حقيقية (أو حتى مباراة فاصلة)، فقد أثارت اهتمامًا كبيرًا وأدت إلى إنشاء لعبة بطولة الدوري الوطني لكرة القدم الأمريكية الرسمية في عام 1933.

### قبل السوبر بول
نظرًا لاهتمام «لعبة البطولة» المرتجلة، ورغبة الدوري في إيجاد وسيلة أكثر إنصافًا لتحديد البطل، تم تقسيم الدوري إلى مؤتمرين ابتداء من عام 1933. التقى الفائزون في كل مؤتمر (فرق المركز الأول في المؤتمرات) في لعبة بطولة الدوري الوطني لكرة القدم الأمريكية بعد الموسم. لم يكن هناك نظام فاصل في مكانه؛ أدت أي روابط في الترتيب النهائي لأي من المؤتمرين إلى لعب مباراة فاصلة في أعوام 1941 و 1943 و 1947 ومبارتين في عام 1950 وواحدة في كل من 1952 و 1957 و 1958 و 1965. نظرًا لأن مكان وتاريخ مباراة البطولة لم يكن معروفًا في كثير من الأحيان حتى تم لعب آخر مباراة في الموسم، أدت هذه المباريات الفاصلة أحيانًا إلى تأخير نهاية الموسم لمدة أسبوع واحد.
اعتبر البعض بنية المباراة الفاصلة المستخدمة من عام 1933 إلى عام 1966 غير منصفة بسبب عدد المرات التي فشلت فيها في مطابقة الفرق مع أفضل رقمين قياسيين في لعبة البطولة، حيث أن الفائزين في المؤتمر فقط هم من سيتأهلون للتنافس في الملحق. أربع مرات بين عامي 1950 و 1966 (في 1951 و 1956 و 1960 و 1963) لم يتأهل الفريق صاحب ثاني أفضل سجل فوز وخسارة إلى التصفيات بينما الفريق صاحب أفضل سجل في المؤتمر الآخر، ولكن الفريق الثالث فقط - الأفضل في الدوري، من شأنه أن يتقدم إلى مباراة البطولة.
لموسم 1967 الدوري الوطني لكرة القدم الأمريكية، توسعت الدوري الوطني لكرة القدم الأمريكية إلى 16 فريقًا، وقسمت مؤتمريها إلى قسمين لكل منهما، مع أربعة فرق في كل قسم. سيتقدم أبطال القسم الأربعة إلى التصفيات الدوري الوطني لكرة القدم الأمريكية، وللحفاظ على الجدول الزمني المحدد، تم تقديم نظام كسر التعادل. حددت الجولة الأولى من التصفيات بطل المؤتمر وممثله في لعبة بطولة الدوري الوطني لكرة القدم الأمريكية، التي لعبت في الأسبوع التالي. وهكذا، كان عام 1967 أول موسم كانت هناك دورة فاصلة مجدولة لتحديد الفرق التي ستلعب في بطولة اتحاد كرة القدم الأميركي.
خلال السنوات الثلاث (1967-1969) التي كان فيها هيكل التصفيات ساري المفعول، كان هناك استخدام واحد لنظام فك التعادل. في عام 1967، أنهى كل من لوس أنجيليس رامز وبالتيمور كولتس الموسم بالتعادل في 11–1–2 ليحتل الصدارة في القسم الساحلي. جاء المهور إلى المباراة الأخيرة من الموسم دون هزيمة، لكنهم تعرضوا للضرب من قبل الكباش. على الرغم من أن المهور شاركوا في أفضل سجل فوز / خسارة في اتحاد كرة القدم الأميركي في ذلك العام، إلا أنهم فشلوا في التقدم إلى التصفيات بينما فازت ثلاثة فرق أخرى بسجلات أسوأ بأقسامها. برز هذا الحدث في القرار في عام 1970 لتضمين فريق وايلد كارد في البطولة بعد اندماج دوري كرة القدم الأمريكية-الدوري الوطني لكرة القدم الأمريكية .
خلال الستينيات من القرن الماضي، تم لعب مباراة تحديد المركز الثالث في ميامي، تسمى تصفيات بول. تم التنافس عليها في أوائل يناير بعد 1960 - 69 موسمًا. على الرغم من المباريات الرسمية في وقت اللعب، إلا أن اتحاد كرة القدم الأميركي يصنف الآن هذه الألعاب العشر (والإحصاءات) رسميًا على أنها معارض، وليس ألعاب فاصلة.

#### تصفيات دوري كرة القدم الأمريكية ومؤتمر عموم أمريكا لكرة القدم
نظرًا لأنه سيندمج في النهاية مع اتحاد كرة القدم الأميركي، فإن تاريخ نظام مباراة دوري كرة القدم الأمريكية يستحق بعض التفسير. بالنسبة لموسم 1960–68، استخدم اتحاد كرة القدم الأميركي الشكل المكون من قسمين المتطابق مع اتحاد كرة القدم الأميركي لتحديد بطله. لم يكن هناك نظام لكسر التعادل في مكانه، لذا فإن المواجهات على قمة الترتيب النهائي للفرقة الشرقية في عام 1963 والشعبة الغربية في عام 1968 استلزم إجراء مباريات فاصلة لتحديد ممثل كل قسم في البطولة.
لموسم 1969، تمت إضافة جولة أولى حيث لعب كل فائز في القسم فريق المركز الثاني من القسم الآخر. التقى الفائزون في هذه الألعاب في لعبة بطولة دوري كرة القدم الأمريكية. في العام الوحيد من هذا الشكل، كان بطل دوري كرة القدم الأمريكية كانساس سيتي تشيفز هو فريق المركز الثاني في القسم الغربي. واصل ذا شيفز الفوز بلقب سوبر بول IV في ذلك الموسم، وبذلك أصبح أول فائز من خارج القسم يفوز بلقب سوبر بول.
خلال تاريخها القصير، استخدمت مؤتمر عموم أمريكا لكرة القدم، التي ستندمج في اتحاد كرة القدم الأميركي لموسم 1950، تنسيقًا مطابقًا لمباراة اتحاد كرة القدم الأميركي من عام 1946 إلى عام 1948. في عام 1949 (عامها الأخير)، قامت مؤتمر عموم أمريكا لكرة القدم بدمج مؤتمريها عندما ينهار أحد فرقها، وتستخدم نظام المباراة الفاصلة من أربعة فرق. في عام 1948، ظهرت قضية عدم المساواة المذكورة آنفًا في البلاي أوف عندما غاب فريق سان فرانسيسكو 49 عن التصفيات برقم 12-2. كانوا في نفس المؤتمر مع 14-0 كليفلاند براونز، الذي سيواصل الفوز في المؤتمر الغربي ثم مباراة بطولة مؤتمر عموم أمريكا لكرة القدم ضد 7-7 بوفالو بيلز (مؤتمر عموم أمريكا لكرة القدم) .

### لعبة سوبر بول والاندماج
بدأت لعبة سوبر بول كلعبة بطولة بين الدوريات بين دوري كرة القدم الأمريكية والدوري الوطني لكرة القدم الأمريكية، وهي فكرة اقترحها لامار هنت مالك كانساس سيتي تشيفس. كان هذا الحل الوسط نتيجة للضغوط التي كان يضعها دوري كرة القدم الأمريكية على الدوري الوطني لكرة القدم الأمريكية الأقدم. نجاح الدوري المنافس سيؤدي في النهاية إلى اندماج الدوريين.
من موسم 1966 إلى موسم 1969 (سوبر بول I-IV) ظهرت اللعبة أبطال دوري كرة القدم الأمريكية والدوري الوطني لكرة القدم الأمريكية. منذ موسم 1970، ظهرت في اللعبة أبطال المؤتمر الوطني لكرة القدم والمؤتمر الأمريكي لكرة القدم (المؤتمر الأمريكي لكرة القدم).
عندما اندمجت البطولات في عام 1970، أعيد تنظيم اتحاد كرة القدم الأميركي الجديد (مع 26 فريقًا) إلى مؤتمرين من ثلاثة أقسام لكل منهما. من موسم 1970 إلى موسم 1977، تأهلت أربعة فرق من كل مؤتمر (لما مجموعه ثمانية فرق) للتصفيات كل عام. تضمنت هذه الفرق الأربعة أبطال الدرجة الثالثة، وفريق البطاقة البرية الرابع.
في الأصل، تم تحديد الفرق المحلية في التصفيات على أساس التناوب السنوي. من عام 1970 إلى عام 1974، تناوبت الجولة الفاصلة بين الفرق على أي من أبطال الدرجة الثالثة سيكون لديهم ميزة ميدان أرضهم، مع فرق البطاقات البرية والفرق التي سيواجهونها في مباراة التصفيات التقسيمية لن تتمتع أبدًا بميزة ميدان المنزل طوال التصفيات. ابتداءً من عام 1970، تألفت المباريات الفاصلة على مستوى الأقسام من أبطال آسيا الوسطى وأبطال غرب إن إف سي يلعبون مبارياتهم على الطريق. ثم في عام 1971 انتقلت إلى بطل آسيا الشرق وأبطال المؤتمر الشرقي الوطني لكرة القدم يلعبون مبارياتهم على الطريق. في مباريات الملحق عام 1972، كان أبطال غرب آسيا وأبطال المؤتمر الوطني لكرة القدم المركزية هم الفرق الزائرة. وفي عام 1973، كانت ستبدأ من جديد مع المؤتمر المركزي الأمريكي لكرة القدم والمؤتمر الغربي الوطني لكرة القدم مرة أخرى، وهكذا.
أدى نظام التناوب إلى العديد من أوجه عدم المساواة في التصفيات، مثل:
- في عام 1971، اجتمعت الفرق صاحبة أفضل رقمين قياسيين في كل مؤتمر في جولة التقسيم.
- في عام 1972، كان على فريق دولفين أن يسجل سجله المثالي في ملعب ثري ريفرز لمواجهة بيتسبرغ ستيلرز، الذي ذهب 11-3، في مباراة بطولة الاتحاد الآسيوي.
- في عام 1973، أنهى كاوبويز 10-4 لكنه استضاف فريقين 12-2، لوس أنجلوس رامز ومينيسوتا.

لم يؤسس الدوري نظام تصنيف في التصفيات حتى عام 1975، حيث كانت الأندية الباقية ذات التصنيف الأعلى هي الفرق المحلية في كل جولة فاصلة. وهكذا، لعب الفائز الأول في القسم المصنف فريق البطاقات البرية، ولعب الفائزان المتبقيان في الدرجة الأولى على ملعب منزل المصنف الأفضل (مما يعني أن الفائز في القسم الأقل تصنيفًا كان عليه أن يفتح ما بعد الموسم على الطريق). ومع ذلك، لم يتمكن فريقان من نفس القسم من الالتقاء قبل مباراة بطولة المؤتمر. وبالتالي، ستكون هناك أوقات يكون فيها الاقتران في جولة التصفيات التقسيمية هو البذرة الأولى مقابل المصنفة الثالثة و 2 مقابل 4.

### توسع
بعد توسيع الموسم العادي من 14 إلى 16 مباراة في 1978، أضاف الدوري فريقًا واحدًا آخر من البطاقات البرية لكل مؤتمر. لعب الفريقان ذوو البطاقات البرية في الأسبوع السابق للفائزين في الدرجة. لعب الفائز في هذه اللعبة الفائز الأول في القسم المصنف كما حدث في الفترة من 1970 إلى 1977. استمر الدوري في حظر المباريات داخل الأقسام في التصفيات، لكنه سمح بمثل هذه المسابقات في جولة البطاقات البرية. تم استخدام تنسيق المباراة هذا المكون من عشرة فرق خلال موسم 1989. في ظل هذا النظام، أصبح فريق أوكلاند رايدرز أول فريق بطاقة برية يفوز بلقب سوبر بول بعد موسم 1980.
خلال موسم 1982 الذي تم اختصاره في الإضراب، تم لعب تسع مباريات فقط في الموسم العادي، وتم وضع تنسيق ملحق معدل. تم تجاهل اللعب التقسيمي (كانت هناك بعض الحالات التي تم فيها القضاء على كل من المنافسين في القسم بسبب الضربة، على الرغم من أن كل قسم أرسل في النهاية فريقًا واحدًا على الأقل إلى التصفيات)، وكانت الفرق الثمانية الأولى من كل مؤتمر (بناءً على سجل دبليو إل تي) كانت تقدمت إلى التصفيات. نتيجة لذلك، أصبحت هذه هي المرة الأولى التي تتأهل فيها الفرق ذات الأرقام القياسية الخاسرة إلى التصفيات: 4-5 كليفلاند براونز و4-5 ديترويت ليونز .
عدة مرات بين عامي 1978 و 1989، كان لابد من لعب مباراتي الورق البري في أيام مختلفة. وعادة ما يتم عقد كلاهما يوم الأحد. في عامي 1983 و 1988، تم تقسيم الألعاب بين السبت والاثنين لأن يوم الأحد كان عيد الميلاد، وتجنب اتحاد كرة القدم الأميركي اللعب في ذلك اليوم في ذلك الوقت. في عام 1984، تم لعب كلتا المباراتين في منطقة توقيت المحيط الهادئ، لذلك كان لا بد من لعبهما يومي السبت والأحد لاستيعاب فروق التوقيت. في عام 1985، استضاف فريق نيويورك جاينتس ونيويورك جتس ألعاب الورق البرية. نظرًا لأنهم يتشاركون ملعبًا محليًا منذ عام 1984، فقد كان لابد من لعب الألعاب في أيام مختلفة.
لموسم 1990، تمت إضافة فريق ثالث من البطاقات البرية لكل مؤتمر، لتوسيع التصفيات إلى اثني عشر فريقًا. ثم تم «تخفيض» الفائز في القسم الأقل تصنيفًا إلى عطلة نهاية الأسبوع. أيضًا، تمت إزالة القيود المفروضة على الألعاب داخل الأقسام خلال تصفيات الأقسام.
أصبح موسم 2001 هو المرة الأولى التي تُلعب فيها المباريات الفاصلة في وقت الذروة . وهكذا، لم يعد الدوري يخضع لنفس القيود مثل عام 1984 فيما يتعلق بموعد جدولة المباريات في منطقة توقيت المحيط الهادئ.
استمر تنسيق عام 1990 حتى التوسع وإعادة التنظيم عام 2002 إلى ثمانية أقسام. في هذا التنسيق، المستخدم حتى موسم 2019، يتم تصنيف الفائزين الأربعة في كلا المؤتمرين من 1 إلى 6، على التوالي، مع تلقي المصنفين الأولين، وأعلى تصنيف في كل جولة مضمون لاستضافة أدنى تصنيف .
كان أحد القيود على تنسيق 12 فريقًا هو أن الفائزين في القسم، بما في ذلك واحد مع سجل موسمي عادي 0.500 أو موسم خاسر، يمكن أن يلعبوا مباراة فاصلة على أرضهم ضد فرق البطاقات البرية التي لديها سجلات موسم عادية متفوقة. ومع ذلك، لا تضمن ميزة مجال المنزل النجاح ؛ خلال موسم 2015–16، فاز كل فريق طريق بمباراته الفاصلة، وهو أول حدث من نوعه في تاريخ اتحاد كرة القدم الأميركي. ومع ذلك، خلال عام 2019، ظل مالكو اتحاد كرة القدم الأميركي مصرينًا على أنه لا يزال يتعين مكافأة كل فائز في القسم بلعبة تصفيات منزلية بغض النظر عن السجل.
بدأت الدعوات لتوسيع التصفيات إلى 14 فريقًا في عام 2006. أشار مؤيدو التوسع إلى زيادة الإيرادات التي يمكن جنيها من لعبتين إضافيتين فاصلة. وأشاروا أيضًا إلى أن نظام التصفيات المكون من 12 فريقًا تم تنفيذه عندما كان الدوري لا يزال يضم 28 فريقًا، أي أقل بأربعة من توسع 2002. معارضة مثل هذه الخطوة تشير إلى أن توسيع التصفيات من شأنه أن «يخفف» الملعب من خلال إتاحة الوصول إلى الفرق ذات العيار المنخفض. يشير معارضو التوسع إلى تصفيات الدوري الاميركي للمحترفين ومباريات تصفيات كأس ستانلي حيث يتأهل أكثر من نصف الفرق إلى ما بعد الموسم، وغالبًا ما يكون هناك تركيز منخفض على أداء الموسم العادي نتيجة لذلك. في أكتوبر 2013، أعلن مفوض اتحاد كرة القدم الأميركي روجر جودل عن خطط لإعادة النظر في فكرة توسيع التصفيات إلى 14 فريقًا، مع زيادة الإيرادات المكتسبة من لعبتي ما بعد الموسم الإضافيتين التي تستخدم لتعويض الخطط لتقصير فترة ما قبل الموسم. ظل اقتراح التصفيات المكون من 14 فريقًا مطروحًا حتى ديسمبر 2014، عندما لا يمكن لأي فريق في المؤتمر الوطني لكرة القدم South إنهاء أفضل من 0.500 ؛ صرح جودل أن الدوري سيصوت عليه في اجتماعات الملاك في مارس 2015. ومع ذلك، بحلول فبراير 2015، ذكرت صحيفة واشنطن بوست أن الدعم بين مالكي الفرق قد تآكل، وأعرب قادة الدوري عن ترددهم في إجراء تغيير حتى نهاية موسم 2015. ثم فقد الاقتراح كل الاهتمام بحلول عام 2017.
أعاد الدوري النظر في نهاية المطاف ونفذ تنسيق المباراة الفاصلة لـ 14 فريقًا في عام 2020، ووضع فريقًا ثالثًا من البطاقات البرية في كل مؤتمر، وإعطاء المصنف الأول فقط وداعًا (كما هو موضح أعلاه).

## ظهور مباراة فاصلة في دوري كرة القدم الأمريكية
البيانات صحيحة اعتبارًا من نهاية الموسم العادي لعام 2020 (بما في ذلك أرصفة التصفيات لعام 2020).
* ظهور مباراة فاصلة في المباراة الفاصلة بناءً على الفريق الذي ظهر مؤخرًا في المباراة الفاصلة.

### ظهور فرق نشطة
| فريق                                             | ظهور |
| ------------------------------------------------ | ---- |
| غرين باي باكرز                                   | 34   |
| دالاس كاوبويز                                    | 33   |
| بيتسبرغ ستيلرز                                   | 32   |
| نيويورك جاينتس                                   | 32   |
| مينيسوتا الفايكنج                                | 30   |
| كليفلاند / سانت. لويس / لوس انجليس رامز          | 30   |
| بالتيمور / إنديانابوليس كولتس                    | 29   |
| شيكاغو بيرز                                      | 27   |
| بوسطن / نيو إنجلاند باتريوتس                     | 27   |
| فيلادلفيا ايجلز                                  | 27   |
| سان فرانسيسكو إي آر إس49                         | 27   |
| بوسطن / واشنطن ريدسكينز / فريق واشنطن لكرة القدم | 25   |
| كليفلاند براونز                                  | 25   |
| ميامي دولفين                                     | 23   |
| هيوستن أويلرز / تينيسي تيتانز                    | 24   |
| كانساس سيتي شيفز                                 | 23   |
| البرونكو دنفر                                    | 22   |
| لوس أنجلوس / أوكلاند / لاس فيجاس رايدرز          | 22   |
| بافلو بيلز                                       | 20   |
| شواحن سان دييغو / لوس أنجلوس                     | 19   |
| سياتل سي هوكس                                    | 19   |
| بورتسموث سبارتانز / ديترويت ليونز                | 17   |
| سينسيناتي بنغلس                                  | 14   |
| نيويورك جيتس                                     | 14   |
| اتلانتا فالكونز                                  | 14   |
| نيو اورليانز ساينتس                              | 14   |
| بالتيمور ريفينز                                  | 13   |
| قراصنة تامبا باي                                 | 11   |
| شيكاغو / سانت. لويس / أريزونا كاردينالز          | 10   |
| كارولينا بانثرز                                  | 8    |
| جاكسونفيل جاغوارز                                | 7    |
| هيوستن تكساس                                     | 6    |

## روابط خارجية
- تاريخ سوبر بول
- Pro-Football-Reference.com - قاعدة بيانات كبيرة على الإنترنت لبيانات وإحصاءات اتحاد كرة القدم الأميركي. يمكن العثور على العديد من نتائج اللعبة والسجلات في هذه المقالة هناك.